# Spiro Moisiu
Spiru Moisiu (Kavaja, 1900. május 5. – Tirana, 1981. április 12.) albán katonatiszt. A két világháború között az albán hadsereg tisztje volt, majd a második világháborúban 1943-tól a Nemzeti Felszabadítási Hadsereg parancsnoka, vezérkari főnöke volt. A háború lezárultát követően katonaszakmai kérdéseken összekülönbözött Enver Hoxha pártfőtitkárral, ezért 1946-ban tisztségeitől megfosztották, és a háttérbe szorítva élte le életét.

## Életútja
Kavajai család sarja volt, rokonságban állt a később világhírűvé lett albán származású színésszel, Alexander Moissival. Gyerekkorában árvaságra került, amikor apját 1913-ban az első nemzeti kormány ellen felkelő fegyveresek megölték. Alapiskoláit szülővárosában és Durrësban járta ki, középiskolai tanulmányait egy bécsi gimnáziumban végezte el. Amikor az első világháború végén hazatért, 1918–1919-ben elvégezte a tiranai tisztképző iskolát, amely alhadnagyi rangban bocsátotta a katonai pályára.

### Katonai pályája a két világháború között
Az albán kormánysereg tisztjeként 1920-ban a lushnjai kongresszust biztosította, majd Martanesh vidékén harcolt az albán területre behatolt jugoszláv alakulatokkal. 1923-ban egy újabb, német instruktorok által szervezett kurzus elvégzését követően hadnagyi rangot kapott. Az 1924-es júniusi forradalomban követte a kormány ellen fellépő Fan Noli oldalára átálló feletteseit, Rexhep Shalát és Kasem Qafëzezit. 1924 végén, amikor a forradalommal elűzött Amet Zogu jugoszláv katonai segítséggel átlépte a határt, és fegyveresei élén Tirana felé tartott, Moisiu északkeletről biztosította a főváros védelmét. Zogu az ellenállást letörve ismét visszakerült a hatalomba. Kevéssel később mások mellett Moisiu is amnesztiában részesült, 1925-ben pedig visszakerült az albán hadsereg kötelékébe.
1929–1930-ban Tiranában az évfolyam legjobb eredményével, századosi rangban végezte el a tiszti továbbképző tanfolyamot. Az elkövetkező években az ország különböző pontjain teljesített szolgálatot, 1935-ben például részt vett a Zogu-ellenes fieri felkelés utáni rend helyreállításában. 1938-ban őrnaggyá léptették elő.

### A második világháború éveiben
Amikor Olaszország 1939 áprilisában lerohanta Albániát, Moisiu a Shkodrai prefektúra határvédelmi parancsnoka volt. A megszállás hírére megkezdte emberei felkészítését a fegyveres ellenállásra, de a hatalmas túlerőt látva alárendeltjeivel inkább jugoszláv területre szökött.
1940 elején tért vissza Albániába, és az olaszokkal kollaboráló kormány újjászervezett hadseregének főtisztje lett. 1940 őszétől a olasz–görög háborúban az olaszokat támogató Tomorri zászlóalj parancsnokává nevezték ki, de a kezdeti tétova csapatmozgásokat követően Moisiu végül a parancsot megtagadva nem bocsátkozott a görögök elleni harcba. Egy Laç környéki faluban tartották házi őrizetben, majd az olasz hadi törvényszék dezertálásért halálra ítélte, de később az ítéletet enyhítették, és Moisiu szabadlábra került.
Ezt követően Moisiu kereste a kapcsolatot azokkal a régi tiszttársaival, akik Lushnja és Berat környékén szervezték a fegyveres ellenálló alakulatokat. Múltjára tekintettel az Albán Kommunista Párt vezetői is felfigyeltek rá, és meghívták az 1942. szeptemberi titkos pezai konferenciára, amelyen megalakították az akkor még több politikai irányvonal képviselőit egyesítő Nemzeti Felszabadítási Mozgalmat. A második labinoti konferencia alkalmával, 1943. július 4-én felállt az előzőleg megalakított Nemzeti Felszabadítási Hadsereg vezérkara, vezérkari főnökké és hadseregparancsnokká Moisiut nevezték ki.
Egy évvel később, az 1944. májusi përmeti kongresszuson a párt főtitkára, Enver Hoxha vette magához a hadseregparancsnoki funkciókat, Moisiu vezérőrnagyi rangban megmaradt vezérkari főnöki pozíciójában, emellett a május 24-én felállított ideiglenes törvényhozó szerv, a Nemzeti Felszabadítás Antifasiszta Tanácsa tagja lett.

### A világháború után
A kommunista hatalom megszilárdulása után, 1945-ben a pártfőtitkár Enver Hoxha az albán hadsereg modernizálásának feladatával kívánta megbízni Moisiut. Hoxha elképzelései szerint jugoszláv mintára kellett volna megreformálni az albán haderőt, és ehhez nagyszámú jugoszláv katonai instruktort kívánt meghívni Albániába. Moisiu tábornok ezzel nem értett egyet, úgy vélte, a kaotikus felépítésű jugoszláv partizánsereg helyett a jól szervezett szovjet Munkás-paraszt Vörös Hadsereg a megfelelő minta az albán haderő érdemi szervezeti átalakításához, ezért azt indítványozta, hogy szovjet katonai szakértőket hívjanak az országba, emellett segítsék fiatal albán tisztek szovjetunióbeli képzését. A pártfőtitkár nem értett egyet Moisiuval, és kettejük között a vita elmérgesedett. Pár hónap elteltével, 1946-ban Spiro Moisiut megfosztották rangjától és hivatalától. Szokatlan módon azonban sem börtönbe nem került, sem „nyomtalan eltűnésére” nem került sor, sőt, egészen 1981-ben bekövetkezett haláláig az albán nemzetgyűlés képviselője maradhatott.
A következő időszakban a párt Moisiut az albán vadászegyesület élére állította elnöki funkcióban. Miután pár évvel később sor került az albán–jugoszláv szakításra, 1949-ben Moisiut ismét visszahívták az albán hadsereg tiszti állományába, de „szoros pórázon tartva” a tiranai főlaktanya parancsnokává nevezték ki.

## Családja
Felesége Aspasi Druga volt, frigyükből két fiú, Alfred és Arqile, valamint egy leány, Jolanda született. Alfred Moisiu maga is katonatiszti pályát futott be, majd a rendszerváltást követően, 2002-től 2007-ig Albánia köztársasági elnöke volt.